# 張新 (萬曆進士)
張新（1541年—？），字元鼎，號銘盤，直隸鎮海衛（治在太仓州）籍，河南歸德府夏邑縣人，明朝政治人物。

## 生平
三月十七日生，行一。由國子生中式隆庆元年（1567年）丁卯科應天府鄉試第五十六名舉人，年三十七歲中式萬曆五年（1577年）丁丑科會試第一百四十九名，第三甲第三十三名進士。授浙江兰溪县知县，八年調义乌县，十年調山东济南府新城县，升工部主事，官至员外郎。著有《白堽集》十二卷。

## 家族
曾祖張全，祖張文，父張淮，母洪氏，弟張忻、張仕明、張哲、張晢、張旂。

## 軼事
《萬曆野獲編》載，張新工度曲，每廣坐命技，令專業優伶，都惶恐失措。